# Чорнобиль-2
Чорнобиль-2 — колишнє секретне військове селище в Україні, розташоване в Іванківському районі Київської області. До аварії на ЧАЕС воно підпорядковувалося Чорнобильському району. Селище було повністю виселене через радіоактивне забруднення, спричинене катастрофою на Чорнобильській АЕС, і зараз знаходиться в межах Чорнобильської зони відчуження.
Чорнобиль-2 було створене для обслуговування секретного об'єкта «Дуга» — системи радіолокаційного моніторингу, призначеної для виявлення запуску міжконтинентальних балістичних ракет. Об'єкт і селище були збудовані в середині 1970-х років. Після аварії на Чорнобильській АЕС ця територія стала частиною зони відчуження.

## Історія
Селище Чорнобиль-2 було створене в середині 1970-х років (у 1975 році) для потреб працівників системи "Дуга" і військових, яка була призначеною для раннього виявлення запусків міжконтинентальних балістичних ракет з територій США або НАТО. Комплекс Чорнобиль-2 був оснащений величезною радіолокаційною станцією, відомою під назвою "Дуга".
Військове селище Чорнобиль-2 мало всю необхідну інфраструктуру для забезпечення життєдіяльності персоналу: житлові будинки (для сімей військовослужбовців), гуртожиток (на 600 місць), лікарню, магазин, дитячий садок, середню школу, їдальню, готель (на 300 місць) та клуб. Кількість населення до аварії — 5000 осіб (більше 900 офіцерів та прапорщиків, до 2000 солдат та сержантів, члени родин військовослужбовців).
Після аварії на Чорнобильській АЕС у 1986 році селище Чорнобиль-2 та сам об'єкт були повністю покинуті через підвищений рівень радіації. Радіолокаційна станція "Дуга" припинила свою діяльність, а селище стало частиною Зони відчуження з обмеженим доступом. Цивільне населення було евакуйоване 27.04.1986 року у Лютіж (Вишгородський район) на військову учбову базу внаслідок сильного радіаційного забруднення. Офіцери, прапорщики та солдати залишилися до 2 травня 1986 року.
Військовий гарнізон передислокований у Любеч-1, офіцери отримали житло, солдат розташували у казармах. Військова частина повністю розформована у серпні 1988 року. Селище офіційно зняте з обліку 1999 року за відсутністю жителів.
Після Чорнобильської катастрофи селище увійшло до 10-кілометрової зони відчуження.
Зараз використовується як туристичний об’єкт.
Територія селища згоріла під час лісових пожеж в Чорнобильській зоні у квітні 2020.
З кінця лютого до 1 квітня 2022 року село було окуповане російськими військами.

## Розташування
Чорнобиль-2 розташоване приблизно за 10 км від самої Чорнобильської АЕС. Секретність об’єкта та близькість до електростанції були продиктовані потребою в надійному джерелі енергії для системи.